# Sitobion fragariae
Sitobion fragariae är en insektsart som först beskrevs av Walker 1848.  Sitobion fragariae ingår i släktet Sitobion och familjen långrörsbladlöss. Enligt den finländska rödlistan är arten otillräckligt studerad i Finland. Arten är reproducerande i Sverige. Artens livsmiljö är parker, gårdsplaner och trädgårdar. Inga underarter finns listade i Catalogue of Life.